# Coup d'État de 1983 en Haute-Volta
Le coup d'État de 1983 en Haute-Volta a eu lieu le 4 août 1983 en République de Haute-Volta (aujourd’hui Burkina Faso). Il a été mené par des éléments radicaux de l’armée dirigée par Thomas Sankara et Blaise Compaoré, contre le régime du colonel Jean-Baptiste Ouédraogo, lui-même arrivé au pouvoir lors d’un coup d’État en 1982 contre le général de division Saye Zerbo.

## Historique

### Contexte
Après plusieurs coups d’État consécutifs et tentatives, Ouédraogo prend le pouvoir en 1982. Il ne reste cependant pas longtemps au pouvoir. Une grande manifestation contre son gouvernement est organisée le 17 mai, après qu’il a purgé le gouvernement de plusieurs éléments radicaux, dont le capitaine Thomas Sankara. En quelques mois, il est destitué lors d’un coup d’État dirigé par le capitaine Blaise Compaoré, qui offre la présidence à son ami proche Sankara.

### Conséquences
Après le coup d’État, une période de transformation sociale commencé en Haute-Volta. Le 04 août 1984, la Haute Volta a rapidement été rebaptisée Burkina Faso par le président Sankara, qui a travaillé à son développement vers le socialisme. Il sera au pouvoir pendant quatre ans jusqu’au 15 octobre 1987, date à laquelle Blaise Compaoré lance un coup d’État réussi contre son ancien collègue et frère d'arme. Compaoré restera au pouvoir du Burkina Faso jusqu’en 2014, date à laquelle un soulèvement populaire a été lancé contre lui, le forçant à fuir le pays,.